# Cidades-Estados Pyu
As Cidades-Estados Pyu foram um grupo de cidades-estados que existiram do século II a.C. aos meados do XI d.C. onde hoje localiza-se Mianmar. As cidades-estados foram fundadas como parte de uma migração ao sul do povo Pyu, os habitantes mais antigos da Birmânia. Esse período é chamado de Milênio Pyu, ligando à Idade do Bronze até o início do período clássico quando o Reino de Pagan emergiu no final do século IX.

## UNESCO
A UNESCO inscreveu As Antigas Cidades Pyu como Patrimônio Mundial por "refletirem o Reino Pyu que lá floresceu e existiu por mais de 1000 anos"
Foi o primeiro local de Myanmar a ser inscrito como Patrimônio Mundial da UNESCO. Apenas três cidades fazem parte do Patrimônio Mundial: Halin, Beikthano e Sri Ksetra.

## Galeria

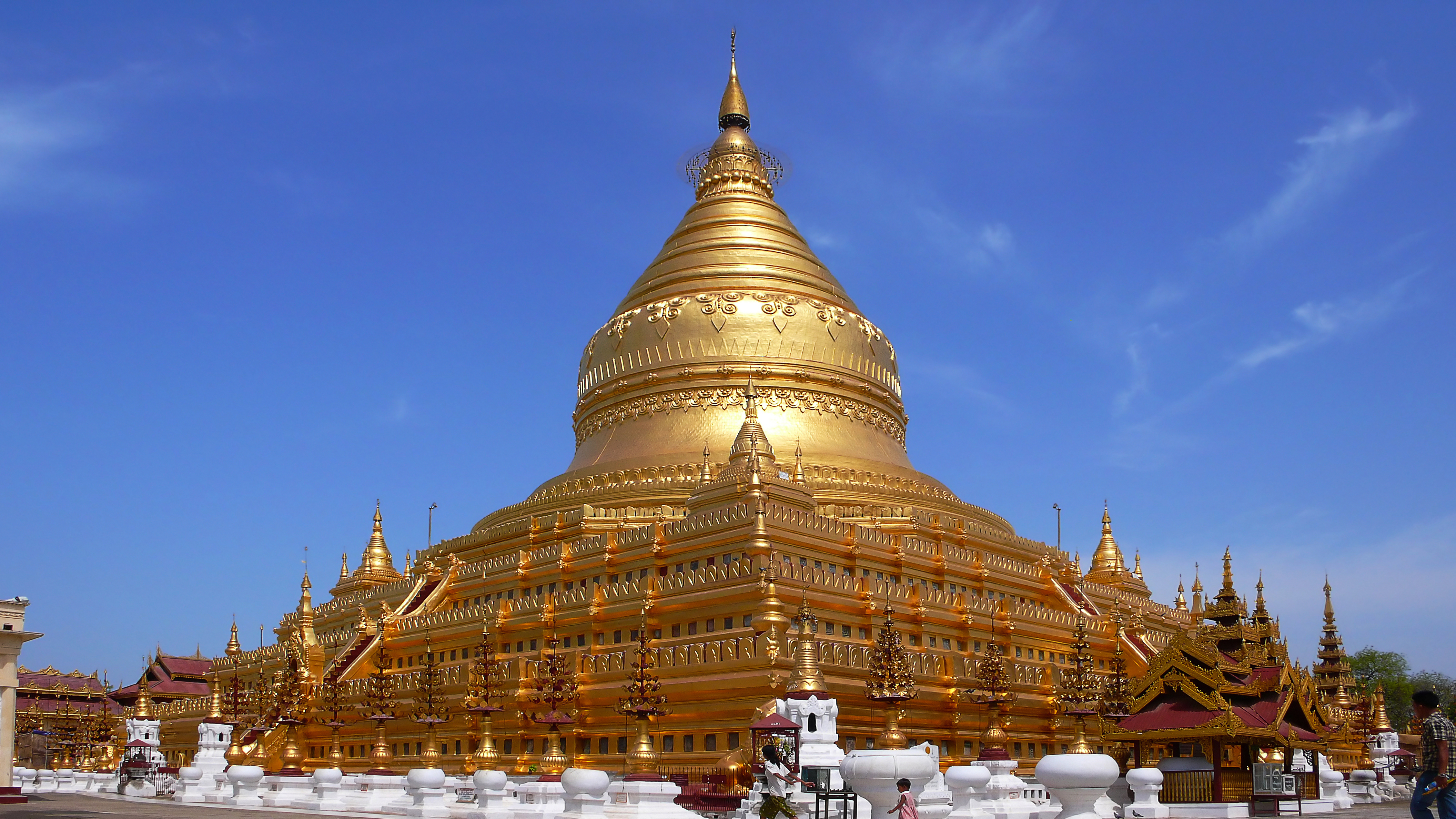
Pagode Shwezigon
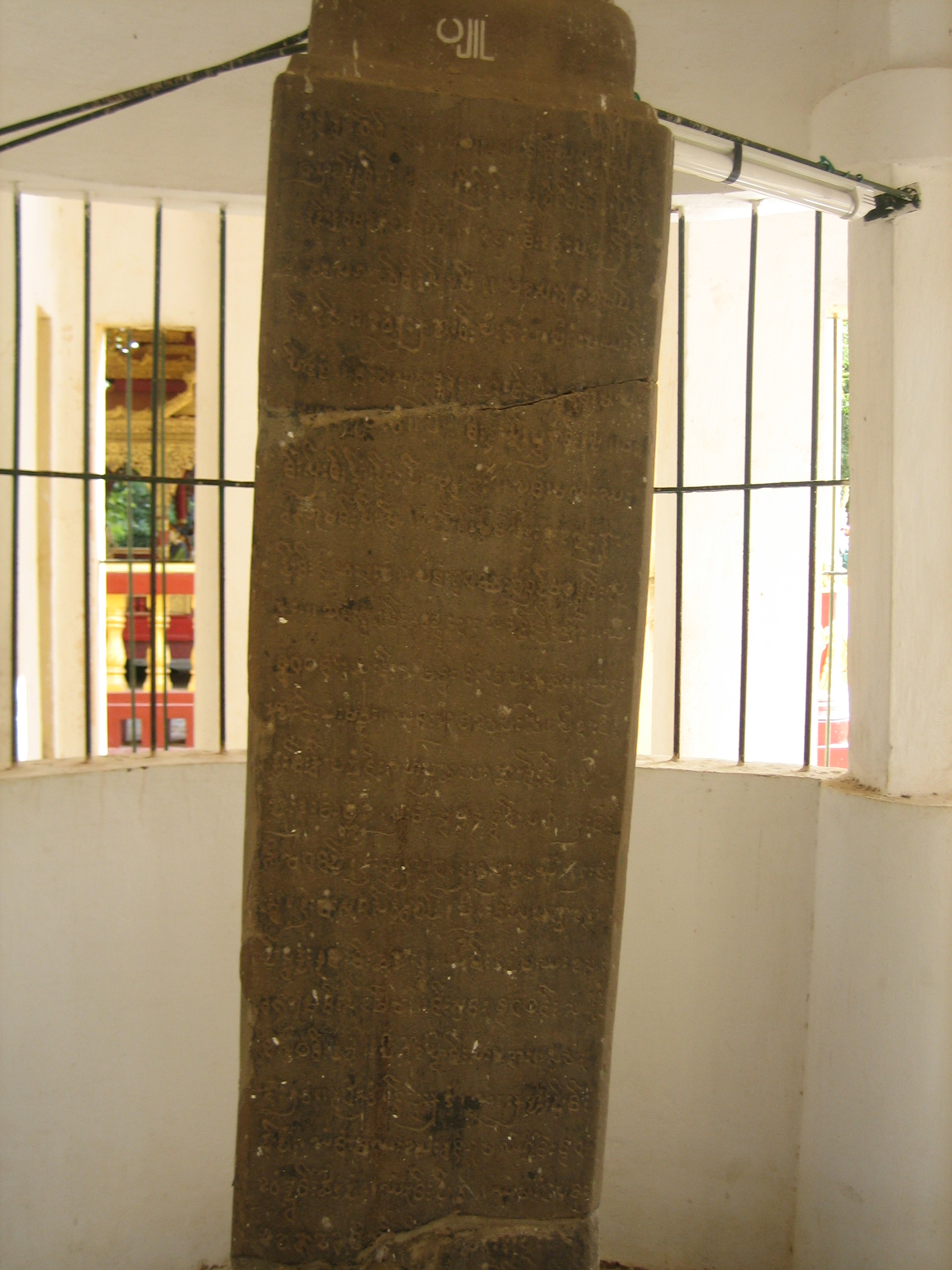
A Inscrição Myazedi c. 1112–1113, em Pyu
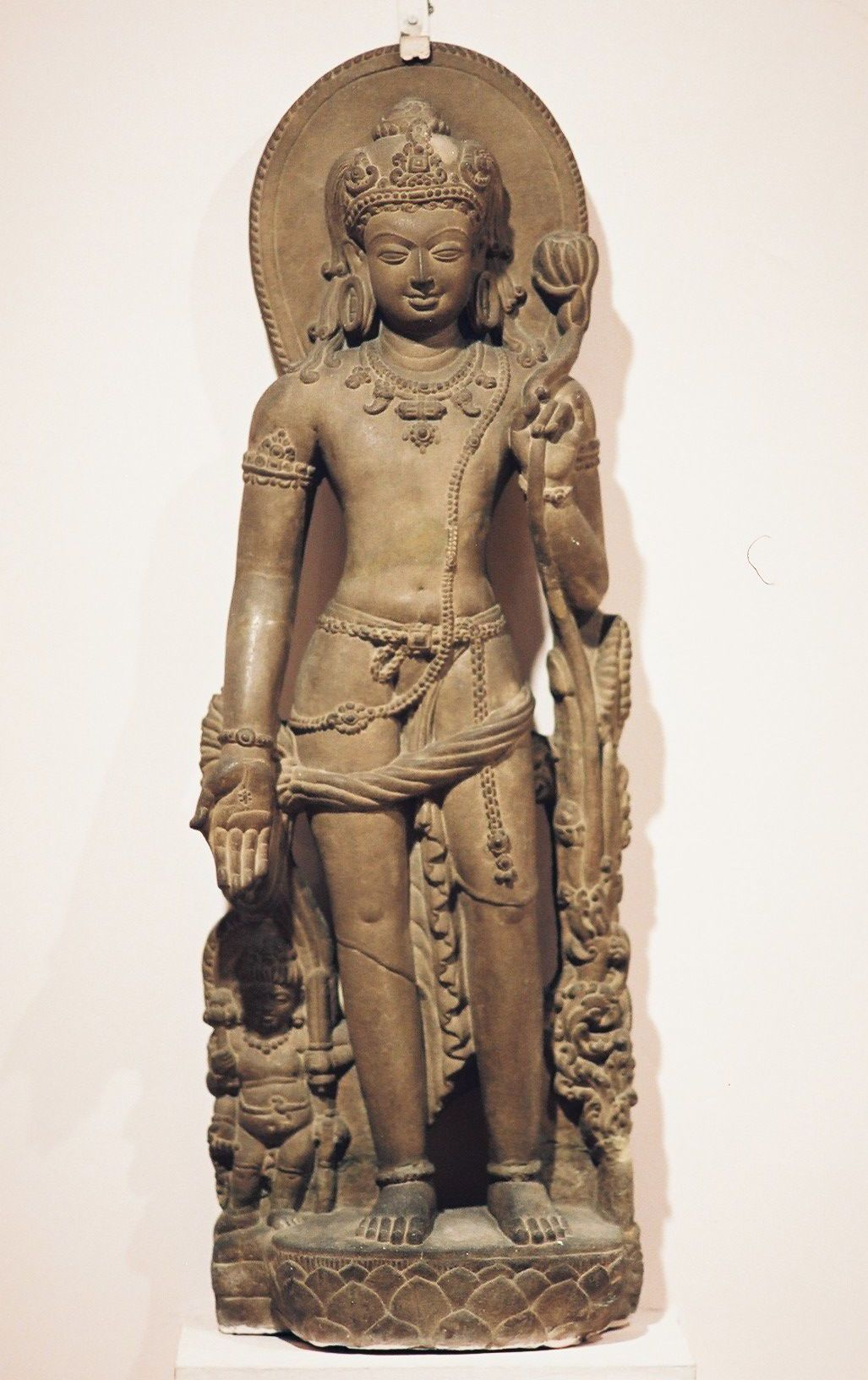
Avalokiteśvara segurando uma flor de lótus. Biar, século IX